# 1894 au Québec
Cet article traite des événements survenus en 1894 au Québec. 

## Événements

### Janvier
- 4 janvier : lors d'un discours à Québec, le chef du Parti libéral du Canada, Wilfrid Laurier, dénonce certains mouvements qui veulent séparer le Québec du reste du Canada[1].
- 8 janvier : la troisième session de la 8e législature (en) est prorogée[2].
- 15 janvier : lors d'une assemblée tenue à Berthierville, les députés libéraux provinciaux réaffirment leur fidélité à Honoré Mercier[3].

### Février
- 1er février : le député conservateur d'Hochelaga, Joseph-Octave Villeneuve, est élu maire de Montréal lors des élections municipales. La lutte a été difficile contre son adversaire James McShane et il ne l'a emporté que par quelques voix[4].
- 20 février : la Cour suprême statue que la loi manitobaine fermant les écoles catholiques françaises est constitutionnelle[5].

- 23 février : lors d'un discours, l'ancien chef libéral Honoré Mercier met la fermeture des écoles catholiques françaises manitobaines sur le dos des évêques qui, selon lui, n'ont pas exigé le désaveu de la loi en temps voulu[6].

### Mars
- 25 mars : l'archevêque de Montréal, Édouard-Charles Fabre, inaugure la cathédrale Marie-Reine-du-Monde, qui se veut une copie réduite de la basilique Saint-Pierre de Rome[7].

### Avril
- 2 avril : le conseil municipal de Québec élit Simon-Napoléon Parent comme nouveau maire de la ville. Celui-ci exerçait cette fonction par intérim depuis 1892[8].
- 27 avril : un effondrement de terrain sur la rivière Sainte-Anne, près de Sainte-Anne-de-la-Pérade, entraîne la mort d'une dizaine de personnes[9].

### Mai
- 9 mai : les évêques du Canada signent une pétition demandant au gouvernement fédéral d'utiliser ses pouvoirs pour rétablir les écoles séparées du Manitoba[10].

### Juin
- 19 juin : le Canadien Pacifique offre au gouvernement Taillon un prêt de 4 000 000 $. Celui-ci cherchait à l'obtenir d'une banque de France et certains journalistes voient dans cette manœuvre un moyen pour la compagnie de chemin de fer de torpiller cette demande[11].
- 29 juin : à Montréal, les locaux du journal anglophone Witness est détruit par une bombe. L'acte criminel ne sera pas revendiqué[12].

### Juillet
- 26 juillet : 
  - la Chambre des communes adopte une motion demandant au gouvernement manitobain de rétablir les écoles séparées des Franco-Manitobains[13].
  - le ministre sans portefeuille John McIntosh remet sa démission. Il invoque des raisons de santé[14].

### Août
- 24 août : le trésorier John Smythe Hall retire sa démission que le premier ministre Taillon persistait à refuser depuis le printemps. Hall n'était pas d'accord avec l'initiative de négocier un emprunt français[15].

### Septembre
- 6 septembre : le Château Frontenac, inauguré en 1893, est tellement populaire que le Canadien Pacifique, son propriétaire, commence à parler de l'agrandir[16].
- 24 septembre : le lieutenant-gouverneur Joseph-Adolphe Chapleau visite Honoré Mercier, affaibli par la maladie[17].

### Octobre
- 3 octobre : Louis-Napoléon Casault devient le premier francophone à obtenir le poste de juge en chef de la Cour supérieure du Québec[14].
- 6 octobre : Louis-Olivier Taillon accepte finalement la démission de John Smythe Hall, en complet désaccord avec l'emprunt français qui vient d'aboutir[2].
- 19 octobre : le conservateur Charles McClary remporte l'élection partielle de Compton[2].

### Novembre
- 2 novembre : Honoré Mercier a droit à d'imposantes funérailles, les plus importantes au Québec depuis celles de Georges-Étienne Cartier en 1873[18].
- 20 novembre : ouverture de la quatrième session de la 8e législature (en). Le discours du Trône parle de faire adopter l'emprunt français par l'Assemblée législative. Il annonce également une nouvelle hausse de taxes[14].
- 30 novembre : plusieurs conservateurs dissidents s'opposent à l'emprunt français. L'un d'eux, Joseph Peter Cooke (en), dépose une motion blâmant le gouvernement pour n'avoir pas tenté d'emprunter au Canada[19].

### Décembre
- 6 décembre : l'Assemblée législative approuve l'emprunt français par 36 voix contre 23. Plusieurs conservateurs se sont joints aux libéraux pour voter contre[20].
- Décembre : l'Assemblée législative vote une loi abolissant la tenure seigneuriale aux Îles de la Madeleine[21].
- 11 décembre : le libéral François-Xavier Lemieux est élu lors de l'élection partielle de Bonaventure[2].
- 12 décembre : le premier ministre canadien John Thompson meurt lors de son voyage à Londres.
- 21 décembre : 
  - Mackenzie Bowell est assermenté premier ministre du Canada.
  - Louis-Olivier Taillon, qui a remplacé Hall à la trésorerie, fait son discours du budget à l'Assemblée législative. Celui-ci, de nouveau déficitaire, n'accorde aucun nouveau subside aux compagnies de chemin de fer. Des réductions d'impôt sont annoncées pour les années à venir sans en préciser les modalités[21]
- 27 décembre : la ville de Québec est paralysée par une énorme tempête de neige[22].

## Naissances
- 4 juin - Mary Rose Anna Travers dite La Bolduc, autrice-compositrice-interprète († 20 février 1941).
- 8 juillet - Claude-Henri Grignon (écrivain) († 3 avril 1976)
- 17 août - Victor Barbeau (écrivain, journaliste, professeur) († 19 juillet 1994)
- 20 août - Georges-Octave Poulin (homme politique) († 15 mars 1963)
- 18 septembre - John Samuel Bourque (politicien) († 5 mars 1974)
- 23 octobre - Georges Cabana (archevêque de Sherbrooke) († 6 février 1986)
- 18 novembre - Jonathan Robinson (politicien) († 11 octobre 1948)

## Décès
- 16 avril - Joseph-Charles Taché (politicien) (º 24 décembre 1820)
- 19 juin - Donald Morrison (criminel) (º 15 mars 1858)
- 22 juin - Alexandre-Antonin Taché (personnalité religieuse) (º 23 juillet 1823)
- 8 octobre - Adolphe Guillet dit Tourangeau (homme d'affaires et politicien) (º 15 janvier 1831)
- 14 septembre - Narcisse-Fortunat Belleau (lieutenant-gouverneur du Québec) (º 20 octobre 1808)
- 30 octobre - Honoré Mercier (premier ministre du Québec) (º 15 octobre 1840)